# Generalvikar

Wappenmuster eines Generalvikars

Ein Generalvikar (lateinisch vicarius generalis, vicarius „Stellvertreter“) ist in der römisch-katholischen Kirche sowie der altkatholischen Kirche (hier auch als Generalvikarin) der Stellvertreter eines Diözesanbischofs. Ein Generalvikar ist für die Verwaltung der Diözese zuständig, er leitet das Ordinariat oder Generalvikariat, die zentrale Verwaltungsbehörde der Diözese.

## Geschichte
Vorläufer der Generalvikare waren in der Alten Kirche vorübergehend eingesetzte Vertreter des Bischofs für die Dauer einer Krankheit oder Abwesenheit, in etwa nach dem Vorbild der römischen Prokuratoren. Im Mittelalter, etwa ab dem 9. Jahrhundert, wurden die ursprünglich als Vorsteher der Diakone fungierenden Archidiakone mit dem Ausbau der kirchlichen Strukturen in größeren Diözesen zu Vorstehern der Gerichtsbarkeit und Verwaltung eigens festgelegter Bezirke. Bis zum 13. Jahrhundert entwickelten sich die Archidiakone von Mitarbeitern der Bischöfe zu Prälaten mit Amtsvollmachten, die für ihren Bezirk bischofsähnlichen Umfang annahmen und die Jurisdiktion der Bischöfe stark einschränkten. So oblag ihnen neben der Verwaltung die Aufsicht über den Klerus und ein Teil der bischöflichen Gerichtsbarkeit. Mit Beginn des 14. Jahrhunderts wurden die dem Bischof vorbehaltenen Rechte gegenüber den Archidiakonen stärker betont und deren Überhand nehmende Machtfülle eingeschränkt. Als persönliche Vertreter des Bischofs und diesem unmittelbar verantwortlich wurden zunehmend Offiziale für die Gerichtsbarkeit und Generalvikare für die Verwaltung ernannt und damit nach und nach das Archidiakonatswesen zurückgedrängt.
Die Ernennung von Generalvikaren erfolgte zuerst in großen Diözesen Frankreichs und Deutschlands, später auch in Italien und schließlich kirchenrechtlich abgesichert in der gesamten Römisch-katholischen Kirche. Neben der Entlastung der Bischöfe sicherte sie deren Jurisdiktion, z. B. während der seit Papst Gregor IX. verpflichtenden Ad-limina-Besuche.

## Römisch-katholische Kirche

### Aufgabe und Vollmacht
Der Codex Iuris Canonici (CIC), das kirchliche Gesetzbuch, widmet den Generalvikaren und Bischofsvikaren einen eigenen Artikel (475–481  CIC).
Der Generalvikar (vicarius generalis) „unterstützt den Diözesanbischof bei der Leitung der ganzen Diözese“ (Can. 475,1 CIC) und ist dazu nach Maßgabe des geltenden Kirchenrechts mit stellvertretender ordentlicher Gewalt oder Vollmacht (potestas ordinaria vicaria, im Sinne von Can. 131,2 CIC) ausgestattet.
In aller Regel ist nur ein Generalvikar zu ernennen, es sei denn, die Größe der Diözese, die Zahl der Einwohner oder andere pastorale Gründe legen etwas anderes nahe (475, § 2  CIC).
Dem Generalvikar kommt kraft Amtes in der ganzen Diözese die ausführende Gewalt (potestas executica) zu, die der Diözesanbischof von Rechts wegen hat, um alle Verwaltungsakte erlassen zu können, ausgenommen jene, die sich der Bischof selbst vorbehalten hat oder die von Rechts wegen ein Spezialmandat des Bischofs erfordern (479, § 2  CIC).
Dem Generalvikar kommt also von Amts wegen die Erledigung der allgemeinen Verwaltungsangelegenheiten zu, wie auch außerdem die Erledigung der Aufgaben, die ihm vom Bischof übertragen worden sind (potestas executica a ordinario delegata, im Sinne von 479, § 1  CIC). Die Aufgaben und Amtsbefugnisse des Generalvikars sind also immer auch von der Definition und Delegation des jeweiligen Diözesanbischofs abhängig. Der Generalvikar bekleidet als Stellvertreter vor den Weihbischöfen das zweithöchste Amt in einer Diözese nach dem des Diözesanbischofs. Er ist dabei stets von diesem abhängig und hat seinen Anordnungen und Weisungen Folge zu leisten.
Das Amt des Bischofsvikars (vicarius episcopalis) ist dem Generalvikar administrativ gleichgesetzt, hat aber eine jurisdiktionelle Einschränkung auf ein bestimmtes Segment innerhalb einer Diözese. Der Diözesanbischof kann einen oder mehrere Bischofsvikare einsetzen, die in einem genau festgelegten Gebietsteil der Diözese, in einem näher umschriebenen Geschäftsbereich oder für die Gläubigen eines bestimmten Ritus oder eines bestimmten Personenkreises dieselbe ordentliche Gewalt haben, die dem Generalvikar zukommt (476  CIC).
Ein Offizial ist der Vorsteher eines Kirchengerichtes (tribunal ecclesiasticum) und als Gerichtsvikar Vertreter des Diözesanbischofs am Gericht, in dessen Namen er Recht spricht.

### Erfordernisse und Amtszeit
Ein Generalvikar muss Priester sein, mindestens 30 Jahre alt und Doktor oder Lizentiat im kanonischen Recht (Lic. iur. can.) oder der Theologie (Lic. theol.), oder wenigstens in diesen Disziplinen wirklich erfahren, „ausgewiesen durch Rechtgläubigkeit, Rechtschaffenheit, Klugheit und praktische Verwaltungserfahrung“ (478, § 1  CIC) und mit dem Bischof höchstens im fünften Grad blutsverwandt (478, § 2  CIC).
In jeder Diözese ist vom Diözesanbischof ein Generalvikar zu ernennen, der dem Bischof bei der Leitung der ganzen Diözese zur Seite steht (475, § 1  CIC). Der Generalvikar wird gemäß 477  CIC vom Diözesanbischof frei ernannt und kann von ihm abberufen werden. Die Gewalt des Generalvikars erlischt mit Zeitablauf der Beauftragung, mit Amtsverzicht oder mit Abberufung durch den Diözesanbischof. Da der Generalvikar der Stellvertreter des Diözesanbischofs ist, verliert er bei Tod, Verzicht, Versetzung, Absetzung oder Suspendierung des Diözesanbischofs ebenfalls sofort sein Amt (481  CIC).

### Generalvikare in den deutschen Bistümern
| Bistum                         | Kirchenprovinz       | Generalvikar                                  | seit                             |
| ------------------------------ | -------------------- | --------------------------------------------- | -------------------------------- |
| Erzbistum Bamberg              | Bamberg              | Georg Kestel                                  | 2006–2022, seit 3. März 2024     |
| Bistum Eichstätt               | Bamberg              | Sedisvakanz                                   |                                  |
| Bistum Speyer                  | Bamberg              | Markus Magin                                  | 13. Mai 2022                     |
| Bistum Würzburg                | Bamberg              | Jürgen Vorndran                               | 21. September 2020               |
| Erzbistum Berlin               | Berlin               | Manfred Kollig SSCC                           | 1. Februar 2017                  |
| Bistum Dresden-Meißen          | Berlin               | Andreas Kutschke                              | 12. November 2013                |
| Bistum Görlitz                 | Berlin               | Markus Kurzweil                               | 17. April 2022                   |
| Erzbistum Freiburg             | Freiburg             | Christoph Neubrand                            | 1. September 2021                |
| Bistum Mainz                   | Freiburg             | Sebastian Lang                                | 9. Dezember 2023                 |
| Bistum Rottenburg-Stuttgart    | Freiburg             | Clemens Stroppel                              | 2005-2023, seit 1. Dezember 2024 |
| Erzbistum Hamburg              | Hamburg              | Sascha-Philipp Geißler SAC                    | 1. Februar 2022                  |
| Bistum Hildesheim              | Hamburg              | Martin Wilk                                   | 27. Juni 2019                    |
| Bistum Osnabrück               | Hamburg              | Ulrich Beckwermert                            | 2020-2023, seit September 2024   |
| Erzbistum Köln                 | Köln                 | Guido Assmann                                 | 1. Juli 2022                     |
| Bistum Aachen                  | Köln                 | Jan Nienkerke                                 | 19. Juni 2024                    |
| Bistum Essen                   | Köln                 | Klaus Pfeffer                                 | 1. November 2012                 |
| Bistum Limburg                 | Köln                 | Wolfgang Pax                                  | 25. April 2023                   |
| Bistum Münster                 | Köln                 | Sedisvakanz                                   |                                  |
| Bistum Trier                   | Köln                 | Ulrich Graf von Plettenberg                   | 1. Juli 2016                     |
| Erzbistum München und Freising | München und Freising | Christoph Klingan                             | 1. Januar 2020                   |
| Bistum Augsburg                | München und Freising | Wolfgang Hacker                               | 1. Juli 2021                     |
| Bistum Passau                  | München und Freising | Josef Ederer                                  | 30. Mai 2020                     |
| Bistum Regensburg              | München und Freising | Roland Batz                                   | 1. September 2021                |
| Erzbistum Paderborn            | Paderborn            | \| Michael Bredeck \| \| Thomas Dornseifer \| | 10. März 2024                    |
| Bistum Erfurt                  | Paderborn            | Dominik Trost                                 | 27. August 2023                  |
| Bistum Fulda                   | Paderborn            | Martin Stanke                                 | März 2025                        |
| Bistum Magdeburg               | Paderborn            | Bernhard Scholz                               | 1. September 2016                |
| Deutsches Militärordinariat    | immediat             | Reinhold Bartmann                             | 1. November 2013                 |
| Michael Bredeck                |                      |                                               |                                  |
| Thomas Dornseifer              |                      |                                               |                                  |

### Generalvikare in den österreichischen Bistümern
| Bistum                                                                 | Kirchenprovinz | Generalvikar               | seit               |
| ---------------------------------------------------------------------- | -------------- | -------------------------- | ------------------ |
| Erzdiözese Salzburg                                                    | Salzburg       | Harald Mattel              | September 2024     |
| Diözese Feldkirch                                                      | Salzburg       | Hubert Lenz                | 1. September 2019  |
| Diözese Graz-Seckau                                                    | Salzburg       | Erich Linhardt             | 1. September 2015  |
| Diözese Gurk-Klagenfurt                                                | Salzburg       | Johann Sedlmaier           | 3. Februar 2020    |
| Diözese Innsbruck                                                      | Salzburg       | Roland Buemberger          |                    |
| Erzdiözese Wien                                                        | Wien           | Sedisvakanz                |                    |
| Diözese Eisenstadt                                                     | Wien           | Michael Wüger              | 30. September 2021 |
| Diözese Linz                                                           | Wien           | Severin Lederhilger OPraem | 18. September 2005 |
| Diözese St. Pölten                                                     | Wien           | Christoph Weiss            | 1. Januar 2021     |
| Militärordinariat                                                      | immediat       | Peter Papst                | 2021               |
| Ordinariat für die Gläubigen der katholischen Ostkirchen in Österreich | immediat       | Yuriy Kolasa               | 2011               |

### Generalvikare in den schweizerischen Bistümern
| Bistum                             | Kirchenprovinz | Generalvikar                        | seit             |
| ---------------------------------- | -------------- | ----------------------------------- | ---------------- |
| Bistum Basel                       | immediat       | Markus Thürig                       |                  |
| Bistum Chur                        | immediat       | Martin Grichting                    | 8. Dezember 2009 |
| Bistum Lausanne, Genf und Freiburg | immediat       | Rémy Berchier                       |                  |
| Bistum Lugano                      | immediat       | Ernesto Storelli                    |                  |
| Bistum Sitten                      | immediat       | Richard Lehner Pierre-Yves Maillard |                  |
| Bistum St. Gallen                  | immediat       | Sebastian Wetter                    | 7. Juli 2025     |
| Kloster Einsiedeln                 | immediat       | P. Daniel Emmenegger OSB            | 9. April 2018    |
| Abtei Saint-Maurice                | immediat       | Roland Jaquenoud                    |                  |

### Generalvikare in Ordensgemeinschaften
Ordensgemeinschaften, die an ihrer Spitze einen Generaloberen haben, kennen als Stellvertreter ebenfalls den Titel Generalvikar. In diesem Kontext gibt es in einigen Schwesternkongregationen auch Generalvikarinnen.
Auch exemte Abteien, die kirchenrechtlich als eigene Teilkirchen gelten, kennen als Stellvertreter des (Territorial-)Abtes einen Generalvikar.

### Militärseelsorge
Da die Militärseelsorge in der Regel einem eigenen Militärordinariat unterstellt ist, das rechtlich somit eine eigene Teilkirche bildet, hat dieses auch einen eigenen Generalvikar, der als Stellvertreter des für das Militär zuständigen Diözesanbischofs bzw. Militärbischofs fungiert.

## Anglikanische Kirche
In den Anglikanischen Kirchen ist ebenfalls die Amtsbezeichnung vicar general üblich. Im Gegensatz zur römisch-katholischen Kirche wird ein anglikanischer Generalvikar jedoch nur bei Verhinderung des Bischofs tätig.

## Altkatholische Kirche
Die Generalvikarin des katholischen Bistums der Alt-Katholiken in Deutschland ist Anja Goller. Die Generalvikarin ist ständige Stellvertreterin des Bischofs.

## Weltliche Generalvikare
Im Mittelalter und der frühen Neuzeit bezeichnete man mit Vikar auch die Stellvertreter weltlicher Machthaber. Der Generalvikar insbesondere war der Stellvertreter des Königs oder Kaisers in einem Gebiet, das keiner direkten herzoglichen Gewalt unterstand.

## Ähnliche Amtsbezeichnungen
- Koadjutor
- Patriarchalvikar
- Kapitularvikar
- Provikar
- Militärvikar